# 加藤明子 (女優)
加藤 明子（かとう あきこ、1982年2月6日 - ）は、日本の女優。

## 来歴
2014年にバラエティ番組「ウーマン・オン・ザ・プラネット」(NTVの「ワケありウーマン５人アメリカ横断旅！」でタレントとしてデビュー。
2015年には「くりぃむしちゅーのヒューマンルーレット」(NTV)、「ゴッドタン」(TX)、「私の何がいけないの？」(TBS)、「いまドキッと!?」(SUN)に出演後、関係者からの勧めで役者への転向を決意する。同年末に、主演舞台「メイドたちの接吻」で女優としての活動を開始。
2016年に「ホモとコンゴ」、「生クリーム奇談」、「カナリヤbar」と立て続けに主演舞台をこなし、2016年夏公開の「トイレの花子さん 〜新章・花子VSヨースケ〜」でスクリーンデビューを果たす。
2017年にTBSラジオの番組「サキドリ!感激シアター」でパーソナリティに抜擢される。

## 人物
特技はネイルアート、趣味は読書。

## 出演

### テレビ
- ウーマン・オン・ザ・プラネット〜ワケありウーマン5人アメリカ横断旅!〜(2014年10月4日 – 2014年12月27日、日テレ)シーズンレギュラー
- ゴッドタン〜マジギライ1/5〜(2015年6月6日、TX)
- ヒューマンルーレット(2015年5月30日、日テレ)
- 私の何がイケないの?(2015年5月25日、TBS)
- いまドキッと!?(2015年7月7日 – 2015年9月29日、サンテレビ)レギュラー
- トモダチゲーム 第四話(2017年4月放送、独立UHF局連合) – 玉井レイコ役
- 読書美人 第一夜 〜或る未亡人の妄想〜(2016年10月7日 – 2016年10月28日、ベイコム)主演 – ゆき乃役
- 読書美人 第二夜 〜かくれあそび~(2016年11月4日 – 2016年11月25日、ベイコム)主演 – 茜役
- 読書美人 第三夜 〜耳と刀〜(2016年12月2日 – 2016年12月30日、ベイコム)主演 – 遊女役
- 内田康夫サスペンス 信濃のコロンボ5〜「信濃の国」殺人事件〜(2017年11月20日、TBS) – バスガイド役
- 内田康夫サスペンス 警視庁岡部班〜倉敷殺人事件〜(2017年11月27日、TBS) – 婦人警官役
- 元町ロックンロールスウィンドル(2019年４月1日 – 2019年6月24日、サンテレビ、東京MX1)島田角栄監督 レギュラー出演 – 蘭子役

### 映画
- トイレの花子さん新章 〜花子VSヨースケ〜(2016年7月2日公開)鳥居康剛監督 – 河嶋泉役
- トモダチゲーム劇場版FINAL(2017年9月2日公開)永江二朗監督 – 玉井レイコ役
- インフォ・メン 〜獣の笑み、ゲスの涙。〜(2017年12月9日公開)金子智明監督 – 吉岡玲奈役[4]
- 神楽鈴の鳴るとき – (2018年公開予定)小沼雄一監督 主演 – 御山鏡子役[5]
- デッド・フラワーズ（2020年3月14日公開）島田角栄監督

### ラジオ
- ウラネタ~コレって放送アリ?!~(2015年8月22日 – 2015年12月5日、ソラトニワ) – アシスタント
- ほっぺにtunes!(2015年12月14日、サクラFM)
- News Tonightいいおとな(2016年2月10日、ラジオ大阪)
- ほっぺにtunes!(2016年7月11日、サクラFM)
- サキドリ!感激シアター(2017年4月3日 – 2018年3月26日、TBSラジオ) – パーソナリティ

### 舞台
- メイドたちの接吻 (2015年12月26日 – 2015年12月27日)佐藤香聲演出 主演 – クレール役
- ホモとコンゴ(2016年2月12日 – 2016年2月13日)佐藤香聲演出 主演 – 深雪役
- 生クリーム奇談 (2016年2月12日 – 2016年2月13日)佐藤香聲演出 主演 – 事務員役
- カナリヤbar 第一話~第二話(2016年3月19日 – 2016年3月20日)佐藤香聲演出 主演 – 片岡奈々役
- カナリヤbar 第三話~第四話(2016年6月18日 – 2015年6月19日)佐藤香聲演出 主演 – 片岡奈々役
- 恋の波間はラストクルーズ (2016年9月17日 – 2016年9月18日)佐藤香聲演出 主演 – 彩加役
- X線上のサロメ(2016年11月5日)佐藤香聲演出 一人芝居 – 花沢禽子役 田辺由美役
- 悲しき天使(2016年11月26日 – 2016年11月27日)森岡利行演出 – 友美役

### CM
- とんこつラーメン神山(2019年4月 – 2019年6月)

### WEB
- 富士住研CM 〜育みデザイン『セカンドプロポーズ』編〜(2016年)